# Gewoon baardmos
Gewoon baardmos (Usnea subfloridana) is een korstmossoort uit de familie Parmeliaceae. Hij leeft in symbiose met de alg Trebouxioid.

## Determinatie
Gewoon baardmos is een struikvormig korstmos met hangende of afstaande takken; het bereikt een lengte en breedte van 5-7 cm, in uitzonderlijke gevallen 10 cm. Het bevat protococcoïde algen. De thallus is sterk vertakt en hecht zich goed vast aan de ondergrond met een goed zichtbare, vrij dikke, stijve, zwartachtige basis. De hoofdvertakkingen van de thallus zijn rond, vrij stijf, en de dikste vertakkingen hebben een diameter van 0,6-1,5 mm, die geleidelijk of plots afnemen. De zijtakken zijn talrijk, recht of boogvormig gebogen. De uiteinden zijn scherp. Het oppervlak van de takken is mat, lichtgroen, grijsgroen of strogeel. Op de dikkere takken komen talrijke kleine, papilliforme soralen voor met stervormig gerangschikte isidiën (de zogenaamde isidiale sorediën). Apotheciën komen meestal niet voor, maar soralen (kleine uitlopers) zijn talrijk.
Hij heeft de volgende kleurreacties: Medulla K+ (geel), Pd+ (geel-oranje).
De asci zijn 8-sporig. De eencellige ascosporen meten 100 × 6 µm.

## Ecologie
Gewoon baardmos is een epifyt die leeft op stammen en takken van bomen in zowel naald- als loofbossen.

## Verspreiding
Het verspreidingsgebied van gewoon baardmos strekt zich hoofdzakelijk uit over het noordelijk halfrond: in Noord-Amerika, Midden-Amerika, Europa en Azië. Het is ook aangetroffen in het noordelijke deel van Zuid-Amerika en het oostelijke deel van Afrika.
In Nederland is gewoon baardmos zeldzaam en staat op de Nederlandse Rode Lijst in de categorie 'Bedreigd'.